# Pezzino-Gruppe

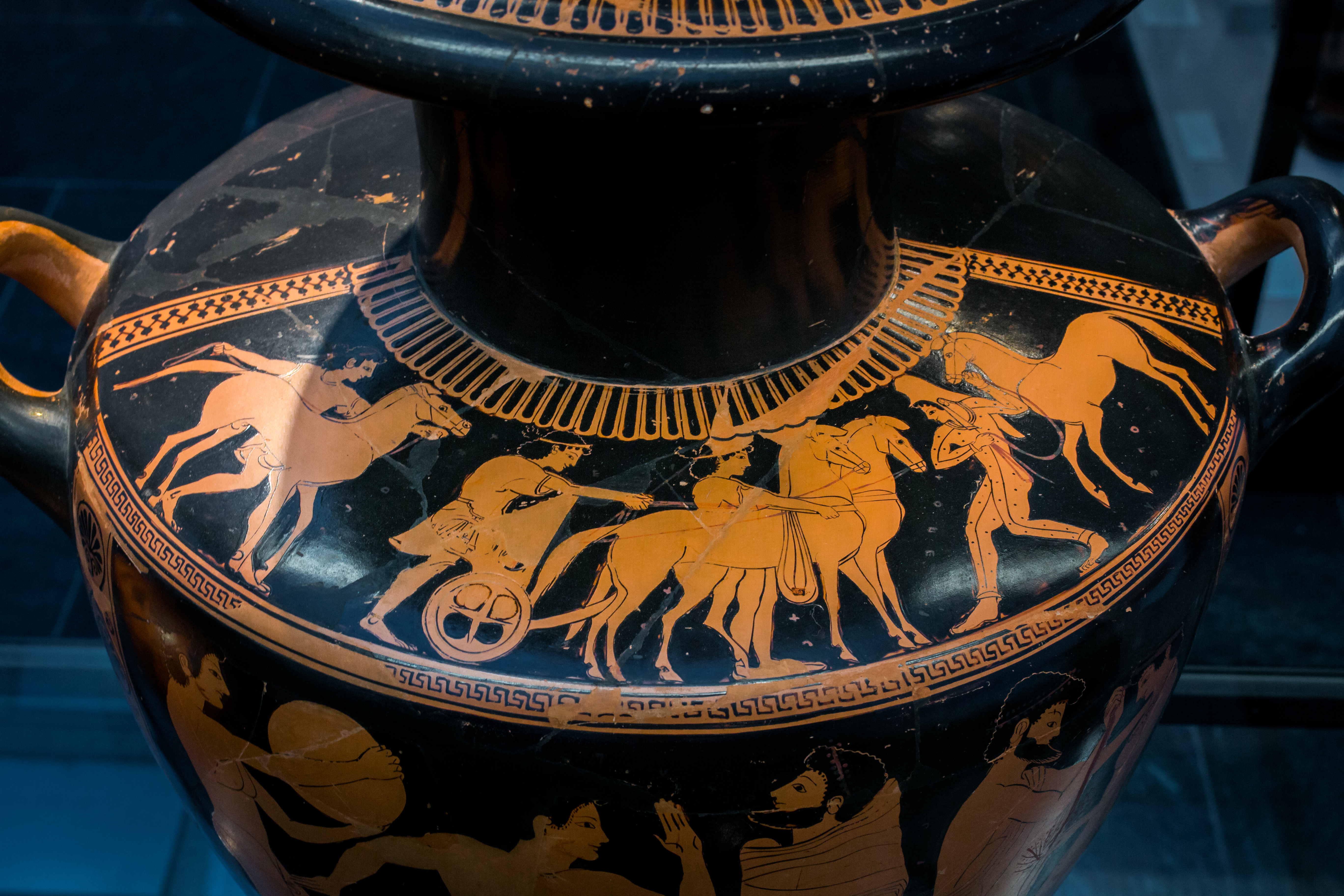
Amazonen spannen einen Streitwagen an; Schulterbild der Münchener Hydria

Die Pezzino-Gruppe war eine Gruppe griechischer Vasenmaler, die im letzten Drittel des 6. Jahrhunderts v. Chr. in Athen tätig war.
Die Pezzino-Gruppe ist eine früh anzusetzende Vertreterin der „Pioniergruppe“ der rotfigurigen Vasenmalerei. Ihr wurde nur eine relativ geringe Zahl an Vasen zugewiesen. Aus der viele zehntausend Vasen und Fragmente umfassenden Masse der überlieferten attisch-rotfigurigen Stücke hat John D. Beazley die Pezzino-Gruppe identifiziert. Als Gruppe haben sie Eigenschaften, die sie kunsthandwerklich stark aneinander binden, sind aber noch zu unsicher nur einer Malerpersönlichkeit zuzuschreiben. Benannt hat er die Gruppe nach einem Kelchkrater im Museo Archeologico Regionale in Agrigent, der zuvor zur Sammlung Pezzino gehörte. Beazley schrieb der Gruppe nur vier Werke zu und weist etwa zwei weitere in die Nähe. 50 Jahre später führt das Beazley Archive elf Vasen der Gruppe und ihres Umfeldes.
Die Werke der Gruppe erinnern sehr stark an das Frühwerk des Kleophrades-Maler.
Werkliste
| Form                          | Datierung                                   | Fundort      | Sammlung/ Nummer                                    | Zuschreibung durch                                           | Beazley            | CVA                                                                            | Motiv | Bemerkung                                                           | Bild |
| ----------------------------- | ------------------------------------------- | ------------ | --------------------------------------------------- | ------------------------------------------------------------ | ------------------ | ------------------------------------------------------------------------------ | --- | ------------------------------------------------------------------- | ---- |
| Bauchamphora, Typ 1           |                                             | Vulci        | Rijksmuseum van Oudheden, Leiden/PC 85              | John D. Beazley                                              | ARV² 32.1          | Leiden 3, S. 17–19, Beilage 8, Tafeln (210–213) 116.1, 117.1, 118.1–3, 119.1–3 | A: Kämpfende Helden B: Dionysos und Mänaden                                                                                        | [ 1 ]                                                               |      |
| Kelchkrater                   |                                             | Agrigent     | Museo Archeologico Regionale, Agrigent/C1956        | John D. Beazley                                              | ARV² 32.2          |                                                                                | A: Krieger (oder Hypnos und Thanatos) tragen einen gefallenen Kämpfer, möglicherweise Patroklos B: Jünglinge und Männer beim Komos | [ 2 ]                                                               |      |
| Hydria (schwarzfigurige Form) | um 510/500 v. Chr.                          | Vulci        | Staatliche Antikensammlungen München/2420           | John D. Beazley                                              | ARV² 32.3 und 1621 |                                                                                | Körper: Männer und Sportler Schulter: Amazonen mit Streitwagen, Bogenschütze und Jünglinge                                         | von Ringfuß-Töpfer; auch der Gruppe des Chelis-Malers zugeschrieben |      |
| Schale                        |                                             | Etrurien     | Archäologisches Nationalmuseum, Neapel/STG5         | John D. Beazley                                              | ARV² 32.4          |                                                                                | A: Dionysos, Satyrn, Mänaden und Schlangen B: Männer und Jünglnge beim Komos I: nackte Frauen                                      | [ 4 ]                                                               |      |
| Halsamphora                   | um 520/510 v. Chr.                          |              | Antikensammlung der Staatlichen Museen Kassel/T 820 | unbekannt (vergleichbar der Pezzino-Gruppe)                  |                    |                                                                                | A: Hermes B: rennender Jüngling mit Lebensmitteln                                                                                  | [ 5 ]                                                               |      |
| Kelchkrater, Fragment         |                                             |              | J. Paul Getty Museum Los Angeles/76.AE.102.10       | John Robert Guy                                              |                    |                                                                                | Äthiopier mit dem Körper Memnons                                                                                                   | [ 6 ]                                                               |      |
| Schale, Form B                | letztes Viertel des 6. Jahrhunderts v. Chr. |              | Privatsammlung                                      | unbekannt                                                    |                    |                                                                                | A: Gigantomachie B: Heroenkampf Komosszene                                                                                         | [ 7 ]                                                               |      |
| Pelike                        |                                             | Agora, Athen | Agora-Museum Athen/P32418                           | Kathleen M. Lynch (vergleichbar der Pezzino-Gruppe)          |                    |                                                                                | A: Komosszene B: sich übergebender Jüngling                                                                                        | Dietrich von Bothmer schreibt die Pelike dem Nikoxenos-Maler zu     |      |
| Psykter                       |                                             |              | Archäologische Sammlung der Universität Zürich/4039 | John D. Beazley                                              | ARV² 1621.3bis     |                                                                                | Athleten bei verschiedenen Sportarten                                                                                              | [ 9 ]                                                               |      |
| Hydria                        |                                             |              | Louvre Paris/G49                                    | John D. Beazley (erinnert an die Pezzini-Gruppe)             | ARV² 34.15         | Louvre 6, S. III I c, Tafeln 52,2-3                                            | Komosszene: ein musizierender Mann, eine musizierende Frau und ein tanzender Jüngling                                              | [ 10 ]                                                              |      |
| Schale                        |                                             |              | Privatsammlung Manuel de Lancastre, Portugal        | Rui Morais und Rui Centeno (vergleichbar der Pezzino-Gruppe) |                    |                                                                                | A & B: Komos Nessos trägt Deïaneira davon                                                                                          | [ 11 ]                                                              |      |